# Бокшай Іван Бертолонович
Бокшай Іван (6 липня 1874, Хуст — 24 квітня 1940, там само) — закарпатський москвофіл, композитор, диригент, професор співу і музики Ужгородської учительської семінарії, член угорського парламенту, греко-католицький священик, автор церковних пісень, фортепіянових композицій, підвищив мистецтво церковного співу на Закарпатті; «Церковное ПростопЬніе» (1906). Член «Мадярської Народної Ради» у Хусті, яка засуджувала полонених січовиків Карпатської України.

## Життєпис
Іван Бокшай народився 6 липня 1874 року в м. Хусті на Закарпатті. Середню шкільну і теологічну освіту здобув в Ужгородському греко-католицькому ліцеї і учительській семінарії.
1898 року висвячений єпископом Юлієм Фірцаком і призначений на парофію до с. Липча (нині Хустського району). 1909 року за рішенням Міністерства шкіл і народної освіти Бокшай був призначений шкільним катехитом у Будапешті, де організував греко-католицький церковний хор.
Протягом 1909—1912 років Бокшай навчався в Будапештській музичній академії у класі професора Дежіва Деменя. Після завершення навчання у 1912 р. священик повертається додому і
займає парохію с. Синевір (нині Міжгірського району)
У роки Першої світової війни за москвофільство був інтернований і 1914 року перебував у Мараморош-Сиготській в'язниці. Після звільнення продовжував пастирську діяльність у с. Луг.
22 березня 1923 року став засновником Російського культурно-просвітницькогое товариства імені Олександра Духновича у Мукачеві.
Олександр Блистів та Степан Пап згадували Івана Бокшая та членів так званої «Мадярської Народної Ради» в Хусті, які засуджували полонених січовиків. Головою її був адвокат С. Будай, членами: реформатський пастор Бейла Сабов, греко-католицький парох о. Іван Бокшай, православний священик-москвофіл о. Георгій Станканинець та один селянин, прихильник мадярів.

Про роботу «Мадярської Народної Ради» згадував отець Степан Пап («Пугач»), який у той час перебував у Хустській в'язниці: 
|  | «Мадярська Народна Рада» засідала в тюремній залі звичайно у ночі. Однак цілий Хуст знав про її злочини. Вона засуджувала невинних людей на смерть тільки тому, бо вони уважали себе українцями… У перших тижнях мадярської окупації хустська в'язниця для многих була гробом. Терористи по-своєму групували людей. Визначних і політичних в'язнів кидали до самітніх келій, а інших замикали по чотирьох-п'ятьох до одної келії. Хоч тюрма була переповнена в'язнями, довкола панувала гробова тиша, яку нарушували тільки кроки жертв, що їх вели на катування. Коли когось виводили удень, значило, що він, хоч збитий до непізнання, але таки поверне. Коли ж відчиняли тюремну келію уночі, в'язень ішов на смерть |

Останні 20 років свого життя мешкав у м. Хусті, де і помер 24 квітня 1940 року.